# Helmand (reka)
Reka Helmand (paštunsko/darsko هیرمند / هلمند; starogrško Ἐτύμανδρος, Etýmandros; latinsko Erymandrus), napisana tudi Helmend ali Helmund, Hirmand, je najdaljša reka v Afganistanu in glavno razvodje endorheičnega porečja Sistanske kotline. Izvira v pogorju Sanglakh v gorovju Hindukuš v severovzhodnem delu province Maidan Vardak, kjer jo od razvodja reke Kabul loči prelaz Unai. Helmand se izliva v jezero Hamun na meji med Afganistanom in Iranom.

## Etimologija
Ime izhaja iz avestanskega Haētumant, dobesedno 'zajezen, ki ima jez', kar se nanaša na reko Helmand in namakana območja okoli nje. Beseda Haetumant je sorodna s sanskrtom Setumatī, kar pomeni 'tisti, ki ima jez'.

## Geografija
Helmand se razteza na 1150 km. Izvira v severovzhodnem delu province Maidan Vardak v gorovju Hindukuš, približno 40 km zahodno od Kabula (34°34′N 68°33′E / 34.567°N 68.550°E), teče proti jugozahodu skozi provinci Dajkundi in Uruzgan. Po prehodu skozi mesto Laškargah v provinci Helmand vstopi v puščavo Dašt-e Margo, nato pa teče v močvirje Sistan in območje jezera Hamun-i-Helmand okoli Zabola na afganistansko-iranski meji (31°9′N 61°33′E / 31.150°N 61.550°E). Nekaj manjših rek, kot sta Tarnak in Arghandab, se izliva v Helmand.
Ta reka, ki jo upravlja Helmand in Arghandab Valley Authority, se v veliki meri uporablja za namakanje, čeprav je kopičenje mineralnih soli zmanjšalo njeno uporabnost pri zalivanju pridelkov. Večji del svoje dolžine je Helmand brez soli. Njene vode so bistvene za kmete v Afganistanu, vendar se izliva v jezero Hamun in je pomembna tudi za kmete v iranski jugovzhodni provinci Sistan in Balučistan.
Številni jezovi za hidroelektrarne so ustvarili umetne rezervoarje na nekaterih rekah v Afganistanu, vključno z jezom Kajaki na reki Helmand. Glavni pritok reke Helmand, reka Arghandab (sotočje pri 31°27′N 64°23′E / 31.450°N 64.383°E), ima tudi velik jez severno od Kandaharja.

## Zgodovina
Območje doline Helmand je po imenu omenjeno v Avesti (Fargard 1:13) kot arijska dežela Haetumant, eno od zgodnjih središč zoroastrske vere na območjih, ki so danes Afganistan. Vendar pa je v poznem 1. tisočletju pr. n. št. in zgodnjem 1. tisočletju našega štetja v dolinah rek Helmand in Kabul prevlada skupnosti hindujcev in budistov povzročila, da so Parti to označevali kot Indijo. Od leta 1758 do 1842 je Helmand sestavljal severne meje Brahui kanata Kalat.